# Ramon Fontdevila i Subirana
Ramon Fontdevila i Subirana (Manresa, 3 de novembre de 1961) és un professor de llengua i literatura catalana i activista cultural. Militant d'Esquerra Republicana, va ser regidor de cultura de Manresa (1995-2006). És germà de l'il·lustrador Manel Fontdevila.
Membre fundador del col·lectiu Tabola, l'any 1981, va començar la seva activitat com a agitador cultural. Es va llicenciar en filologia catalana per la Universitat Autònoma l'any 1984, va ser fundador, juntament amb Jaume Puig i Ibáñez i Joan Morros, de la revista manresa El Pou de la Gallina (l'any 1987) Durant la seva etapa com a regidor, va ser element decisiu perquè la reforma del teatre Kursaal tirés endavant.
Fontdevila va ser un dels noms clau en l'organització de la Mediterrània, la Fira d'Espectacles d'Arrel Tradicional, que se celebra a Manresa des del 1998, primer com a regidor de Cultura de la capital del Bages i, després, com a director del Centre de Promoció de la Cultura Popular i Tradicional Catalana (2006-2011), ens a través del qual va assumir la presidència del comitè executiu del certamen.